# Рупертсекен
Рупертсекен (њем. Ruppertsecken) општина је у њемачкој савезној држави Рајна-Палатинат. Једно је од 81 општинског средишта округа Донерсберг. Према процјени из 2010. у општини је живјело 393 становника. Посједује регионалну шифру (AGS) 7333065.

## Географски и демографски подаци
Рупертсекен се налази у савезној држави Рајна-Палатинат у округу Донерсберг. Општина се налази на надморској висини од 498 метара. Површина општине износи 9,4 km². У самом мјесту је, према процјени из 2010. године, живјело 393 становника. Просјечна густина становништва износи 42 становника/km².